# Llamania
Llamania è il sesto EP del gruppo musicale statunitense Fall Out Boy (con il nome Frosty & The Nightmare Making Machine), pubblicato il 23 febbraio 2018.
La band fittizia è composta dai membri immaginari Frosty e Royal Tea, creati dalla band. L'EP contiene tre demo incompiute tratti dalle sessioni di registrazione del settimo album in studio della band, Mania.

## Il disco
Prima dell'uscita di Mania, i membri dei Fall Out Boy hanno accennato al rilascio di brani demo inediti dalle sessioni di registrazione di Mania sotto il nome fittizio della band Frosty & The Nightmare Making Machines.
Il bassista della band Peter Wentz ha dichiarato su Twitter:

## Mania Corp.
Prima dell'uscita di Mania, i Fall Out Boy utilizzavano il sito www.themaniacorp.com per promuovere l'album con messaggi, gif e frasi criptici e misteriosi. Il sito web conteneva i testi delle canzoni al di fuori di Mania e alludeva al fatto che i lama Frosty e Royal Tea avrebbero formato la band fittizia Frosty & The Nightmare Making Machines.

## Tracce
1. Past Life – 0:55
2. Footprints in the Snow – 1:15
3. Wrong Side of Paradise – 1:37